# Diapetimorpha introita
Diapetimorpha introita là một loài tò vò trong họ Ichneumonidae.